# Bettina Reifschneider

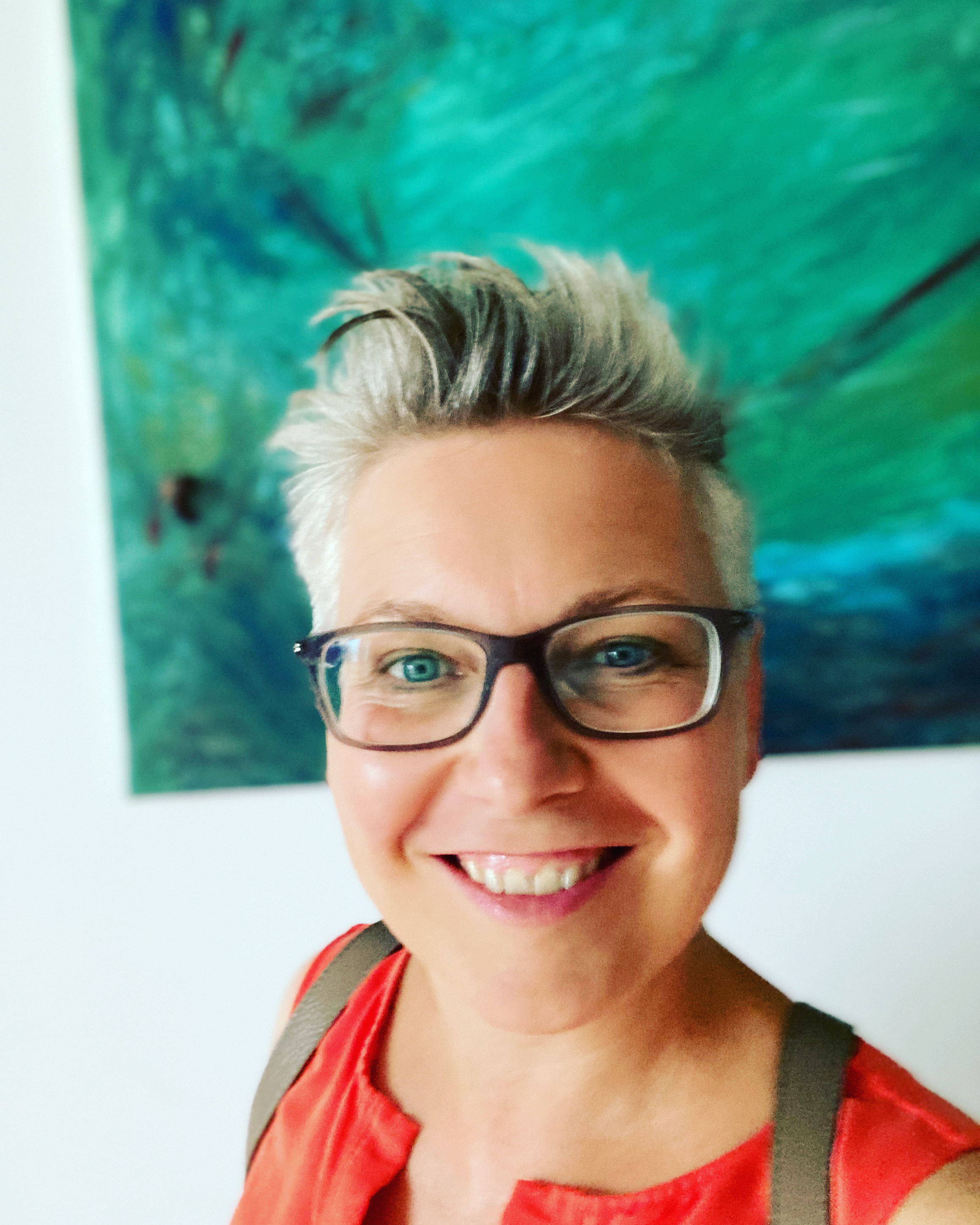
Bettina Reifschneider (2023)

Bettina Reifschneider (* 3. November 1974 in Vöcklabruck) ist eine österreichische Schauspielerin, Sängerin und Musicaldarstellerin.

## Leben
Bettina Reifschneider wurde in Vöcklabruck, Oberösterreich geboren und wuchs in Lenzing am Attersee und in Bad Ischl auf.
Ihre ersten Gesangsstunden nahm sie an der Musikschule Bad Ischl. Bei den Operettenfestspielen Bad Ischl machte sie auch ihre ersten Theatererfahrungen, wo sie in mehreren Operetten wie unter anderen in Der Zigeunerbaron und Die Fledermaus als Choristin mitwirkte und ihre erste kleine Rolle bekam.
Sie studierte musikalisches Unterhaltungstheater am Konservatorium der Stadt Wien. Sie wirkte in vielen Theaterproduktionen mit, unter anderem im Theater der Jugend, Landestheater Linz, theaterSPECTACEL Wilhering, Stadttheater Baden und Stadttheater Berndorf.
Bettina Reifschneider ist als Sängerin und Sprecherin für Werbung aktiv.
Bettina Reifschneider wohnt in Kritzendorf, Niederösterreich.

## Rollen an Theater/Musical (Auswahl)
- 2016: „Wie Dilldapp nach dem Riesen ging“ – Rollen: Tante, Schnecke Kindersommertheater Perchtoldsdorf, Regie: Birgit Oswald
- 2015: „Fouls“ – Rolle: Priesterin, theaterSPECTACEL Wilhering bei Linz, Regie: Joachim Rathke
- 2014: „Katzenzugen“ – Rolle: Dorli, Stadttheater Berndorf, Regie: Alexander Kuchinka
- 2011: „Viel Lärm um nichts“ – Rollen: Beatrice, Holzapfel, Meierei Gaaden, Regie: Wolfgang Sailer
- 2009: „Das Wintermärchen“ – Rollen: Hermione, Perdita, junger Schäfer, Aera Wien, Regie: Wolfgang Sailer
- 2009: „Kulturbaden“ – Rolle: Schwimmerin, Ein Projekt für Linz 09, Linz + Ottensheim, Regie: Joachim Rathke
- 2008: „Honk!“ – Rolle: Moni Moorhuhn, Prinzesschen, u. v. m., Theater der Jugend, Wien, Regie: Henry Mason, Choreographie: Alonso Barros
- 2008: „Die Nacht der Musicals“ – Rolle: Solistin, Tournee (A, D, I, CH), Regie: Eva Karner
- 2007: „Hänsel und Gretel“ (Humperdinck) – Rolle: Hänsel, Kulturzentren im Burgenland, Regie: Edmund Emge
- 2007: „Der Mann von La Mancha“ – Rolle: Haushälterin Maria, Festspiele Röttingen, Regie: Renate Kastelik
- 2007: „Der Vogelhändler“ – Rolle: Adelaide, Festspiele Röttingen, Regie: Marcus Strahl
- 2007: „Les Misérables“ – Rolle: Ensemble, Stadttheater Baden, Regie: Robert Herzl
- 2006: „Die Kaktusblüte“ – Rolle: Antonia, Theater im Bauernhof, Meggenhofen, Regie: Nora Dirisamer
- 2006: „Evita“ – Rolle: Mistress, Stadttheater Baden, Regie: Robert Herzl
- 2005: „Der kaukasische Kreidekreis“ – Rolle: versch. Rollen und Sängerin, theaterSPECTACEL Wilhering bei Linz, Regie: Joachim Rathke
- 2005: „Iphigenie in Aulis“ – Rolle: Chorführerin, Landestheater Linz, Regie: Margit Mezgolich
- 2004: „Rapunzel“ – Rolle: Alsana, eine böse Fee, Stadttheater Baden, Regie: Beppo Binder
- 2004: „Figaro“, ein Schauspiel mit Jazz – Rolle: Marion, eine Journalistin, ORF-Theater Klagenfurt, Regie: Daniel Große Boymann
- 2003: „The House of Correction“ – Rolle: Vistula, k.l.a.s. Kärnten / Heunburg, Regie: Evelyn Fuchs
- 2002: „A Hard Heart“ – Rolle: A Woman, k.l.a.s. Kärnten / Heunburg, Regie: Augustin Jagg
- 2002: „Ariel, die kleine Meerjungfrau“ – Rolle: Kleine Meerjungfrau, Vereinigte Bühnen Graz, Regie: Margit Mezgolich
- 2001: „Jorinde und Joringel“ – Rolle: Regenbogen, ein Vogel, Theater der Jugend, Wien, Regie: Margit Mezgolich
- 2000: „Wiener Blut“ – Rolle: Anna, Ronacher, Wien, Regie: Josef Köpplinger
- 2000: „Paniertes“ – Rolle: Antonia, ein junges Mädchen, DieTheater, Wien, Regie: Margit Mezgolich
- 2000: „Notausklang“ – Rolle: Cecily, ein Popsternchen, Aera Wien, Regie: Bernhard Murg
- 1999: „The Playboy of the Western World“ – Rolle: Honor Blake, k.l.a.s. Kärnten / Heunburg, Regie: Augustin Jagg
- 1999: „Alle Hirsche sollten Geweihe tragen – Buon giorno un corno“ – Rolle: Gerichtsvollzieherin, Carambolage Bozen, Regie: Alberto Fortuzzi

## Hörbücher (Auswahl)
- Marie von Ebner-Eschenbach – Er lasst die Hand küssen[3]
- Marie von Ebner-Eschenbach – Die Spitzin[4]